# Rouen Mountains
Die Rouen Mountains sind eine Gebirgskette, die sich über 56 km von Nordwesten nach Südosten im Norden der Alexander-I.-Insel erstreckt. Sie reicht vom Mount Bayonne bis zu den Care Heights und Mount Cupola.
Erstmals kartiert wurden sie von Teilnehmern der Fünften Französischen Antarktisexpedition (1908–1910) unter der Leitung von Jean-Baptiste Charcot, der sie nach der französischen Stadt Rouen benannte. Charcot glaubte, dass die Kette südlich des Mount Paris unterbrochen sei, doch Luftaufnahmen, die bei der Ronne Antarctic Research Expedition (1947–1948) entstanden und vom britischen Geographen Derek Searle vom Falkland Islands Dependencies Survey ausgewertet wurden, widerlegten diese Annahme. Eine vollständige Positionsbestimmung der Rouen Mountains erfolgte mithilfe von Satellitenaufnahmen zwischen Januar 1974 und Februar 1975.